# Krillin
Krillin (jap:Kuririn) je lik iz anime/manga serijala Dragon Ball. Dolazi trenirati kod Master Roshija otprilike u isto vrijeme kad i Goku. Master Roshi ga je odlučio trenirati tek nakon što mu je Krillin dao nekoliko "zločestih" časopisa. U početku je rival Gokuu, ali tokom treninga kod Master Roshija postanu najbolji prijatelji. Krilin je niska rasta, obrijane glave i jedna od zanimljivosti je da nema nos. 